# شهرستان هنری (ایندیانا)
شهرستان هنری، ایندیانا (به انگلیسی: Henry County, Indiana) شهرستانی در ایالات متحده آمریکا است که در ایندیانا واقع شده‌است.